# Onthophagus mixtifrons
Onthophagus mixtifrons là một loài bọ cánh cứng trong họ Bọ hung (Scarabaeidae).